# Hydrodendron tottoni
Hydrodendron tottoni is een hydroïdpoliep uit de familie Haleciidae. De poliep komt uit het geslacht Hydrodendron. Hydrodendron tottoni werd in 1987 voor het eerst wetenschappelijk beschreven door Rees & Vervoort. 